# No. 7 Squadron RAAF
Le No. 7 Squadron RAAF était un squadron d'entraînement au pilotage australien de la Première Guerre mondiale et un squadron de bombardiers moyens de la Seconde Guerre mondiale. Le squadron a été formé en Angleterre en octobre 1917 dans le cadre de l'Australian Flying Corps et dissous au début de 1919. Il est reformé par la Royal Australian Air Force sur papier en juin 1940, et opérationnellement en janvier 1942. Après avoir participé à la guerre du Pacifique aux commandes de bombardiers Lockheed Hudson et, plus tard, de bombardiers DAP Beaufort, le squadron est dissous une deuxième fois en décembre 1945.

## Histoire
Le No. 7 Squadron RAAF a été créé pendant la Première Guerre mondiale et a été élevé en tant que squadron d'entraînement au vol de l'Australian Flying Corps (AFC) à Yatesbury, en Angleterre, le 24 octobre 1917. Équipé d'une large gamme d'avions, le squadron a commencé ses opérations d'entraînement en février 1918 et fut chargé de fournir un équipage de remplacement au No. 3 Squadron jusqu'à sa dissolution au début de 1919. Lors de sa formation, il fut désigné sous le nom de No. 32 (Australian) (Training) Squadron, Royal Flying Corps, avant d'adopter sa désignation AFC au début de 1918. Son premier commandant était le capitaine H.D.E. Ralph,.
Pendant la Seconde Guerre mondiale, le No. 7 Squadron a été reformé à la station de la RAAF de Laverton, dans l'État de Victoria, le 27 juin 1940. Il était initialement prévu d'équiper le squadron d'avions Lockheed Hudson, mais l'unité a été réduite au statut de cadre. Le squadron a été reformé en janvier 1942 en tant qu'unité d'entraînement opérationnel Hudson chargée de préparer les équipages à être affectés à d'autres squadrons. Commandé par John Balmer (en), le squadron entreprend plusieurs vols d'escorte de convois et des patrouilles anti-sous-marines le long de la côte est australienne. Au début du mois de juin, l'un des avions du squadron a repéré et attaqué un sous-marin japonais, l'endommageant probablement.
Peu de temps après, la majorité du squadron est absorbé par la première unité d'entraînement opérationnel. En août 1942, ce qui reste de l'escadron est transféré à Nowra, en Nouvelle-Galles du Sud, où il est rééquipé de bombardiers moyens DAP Beaufort et commence à s'entraîner à opérer dans le rôle de bombardier-reconnaissance. Le squadron termine son entraînement en octobre et s'installe à Ross River, près de Townsville, dans le Queensland, où il entreprend des patrouilles d'escorte de convois dans les eaux septentrionales de l'Australie. Au cours de ces opérations, les appareils du squadron endommagent un autre sous-marin japonais, abattent deux hydravions japonais Aichi E13A "Jake" et en endommagent plusieurs autres.
Le squadron est basé à Horn Island, dans le Queensland, d'avril à octobre 1944, puis il est transféré à Tadji, en Papouasie-Nouvelle-Guinée. De novembre 1944 à la fin de la guerre, l'escadron a effectué des missions de frappe contre les positions japonaises en Nouvelle-Guinée à l'appui de la 6e division australienne. L'escadron a également participé à des opérations de sauvetage d'équipages abattus derrière les lignes japonaises. Le No. 7 Squadron a été dissous à Tadji le 19 décembre 1945. Pendant la guerre, 33 membres de l'escadron ont été tués au combat ou sont morts en service actif.

## Avions
Le squadron a utilisé les appareils suivants ,:
- Airco DH.6 (Octobre 1917 – 1918);
- Royal Aircraft Factory R.E.8 (Octobre 1917 – 1918);
- Royal Aircraft Factory B.E.2 (Octobre 1917 – 1919);
- Avro 504 (February 1918 – 1919);
- Bristol Fighter (Février 1918 – 1919);
- Lockheed Hudson (Janvier 1940 – Août 1942);
- DAP Beaufort (Août 1942 – Décembre 1945).